# Luise Kinseher

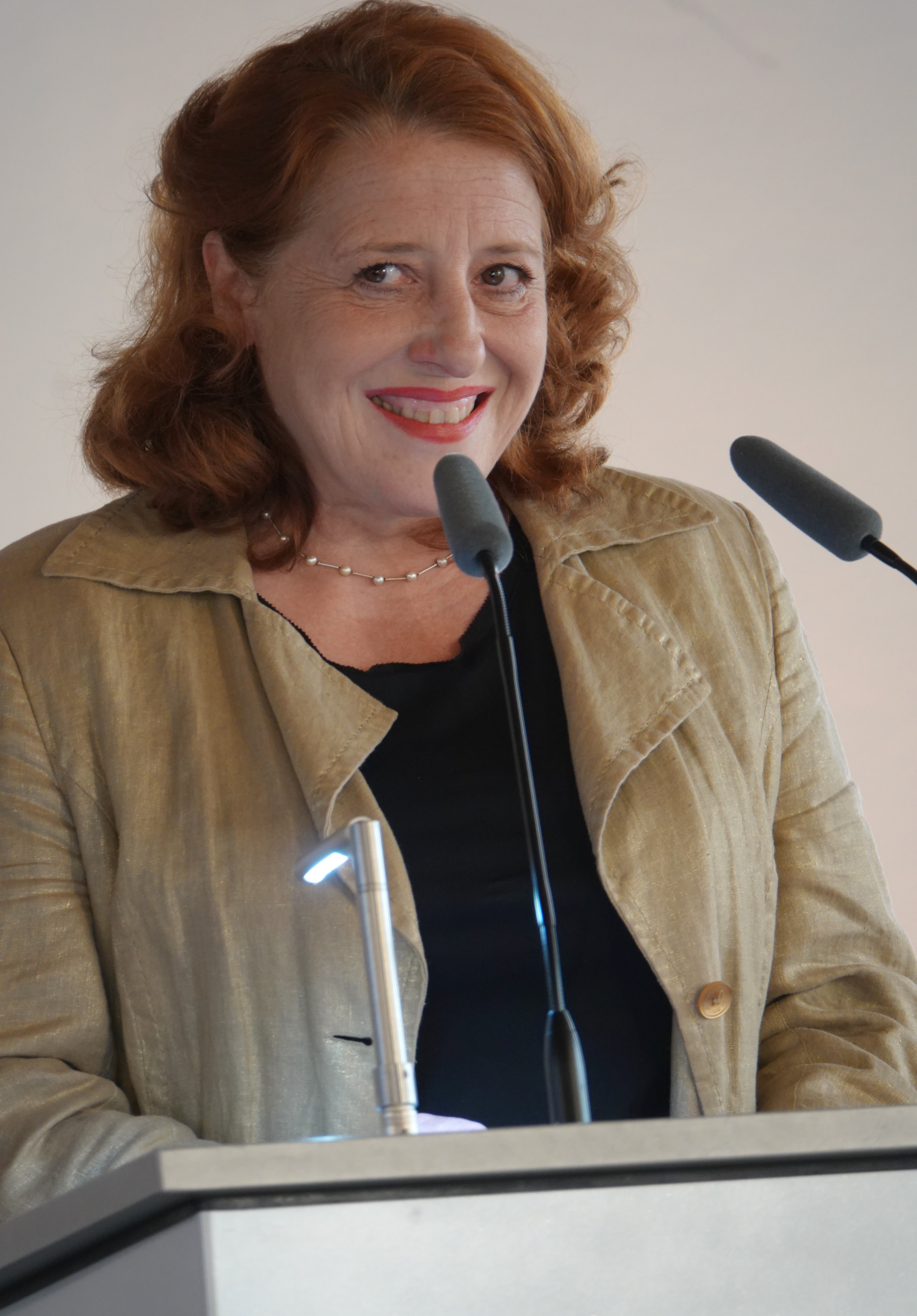
Luise Kinseher (2022)

Luise Kinseher (* 4. Januar 1969 in Geiselhöring) ist eine deutsche Kabarettistin und Schauspielerin.

## Leben und Wirken
Luise Kinseher, die im niederbayerischen Geiselhöring als Tochter eines Malermeisters aufwuchs, studierte in München Germanistik, Theaterwissenschaften und Geschichte. Ihre Magisterarbeit schrieb sie 1994 über Sigi Zimmerschied. Erste Bühnenerfahrungen als Kabarettistin sammelte sie 1992. Von 1993 bis 1998 war sie Ensemblemitglied der Iberl-Bühne bei Georg Maier in München-Solln, wo sie in über 800 Vorstellungen auftrat.
1998 präsentierte sie ihr erstes Soloprogramm Ende der Ausbaustrecke – Silent Thrill of Kabarett.
Regisseur Franz Xaver Bogner entdeckte Kinseher als bayerische Volksschauspielerin und besetzte sie in seinen Fernsehserien in Schlüsselrollen, so als Hanna Graf in Café Meineid und als Polizeirevierleiterin Thekla Eichenseher in München 7. In Vorne ist verdammt weit weg und Marcus H. Rosenmüllers Beste Zeit war sie auch im Kino zu sehen. Als Chefsekretärin Gabi Blümel hält sie regelmäßig Rückschau in dem kabarettistischen Wochenrückblick des Bayerischen Fernsehens Nix für ungut. 2010 spielte Kinseher beim Singspiel des traditionellen Politiker-Derbleckens auf dem Nockherberg erstmals die Rolle der Bavaria; von 2011 bis 2018 hielt sie in dieser Rolle als erste Frau überhaupt die Salvatorrede.
Ihr Bühnenprogramm Einfach reich feierte 2010 in der Münchner Lach- und Schießgesellschaft Premiere. 2014 hatte ihr Bühnenprogramm Ruhe bewahren ebenfalls seine Premiere in der Münchner Lach- und Schießgesellschaft.

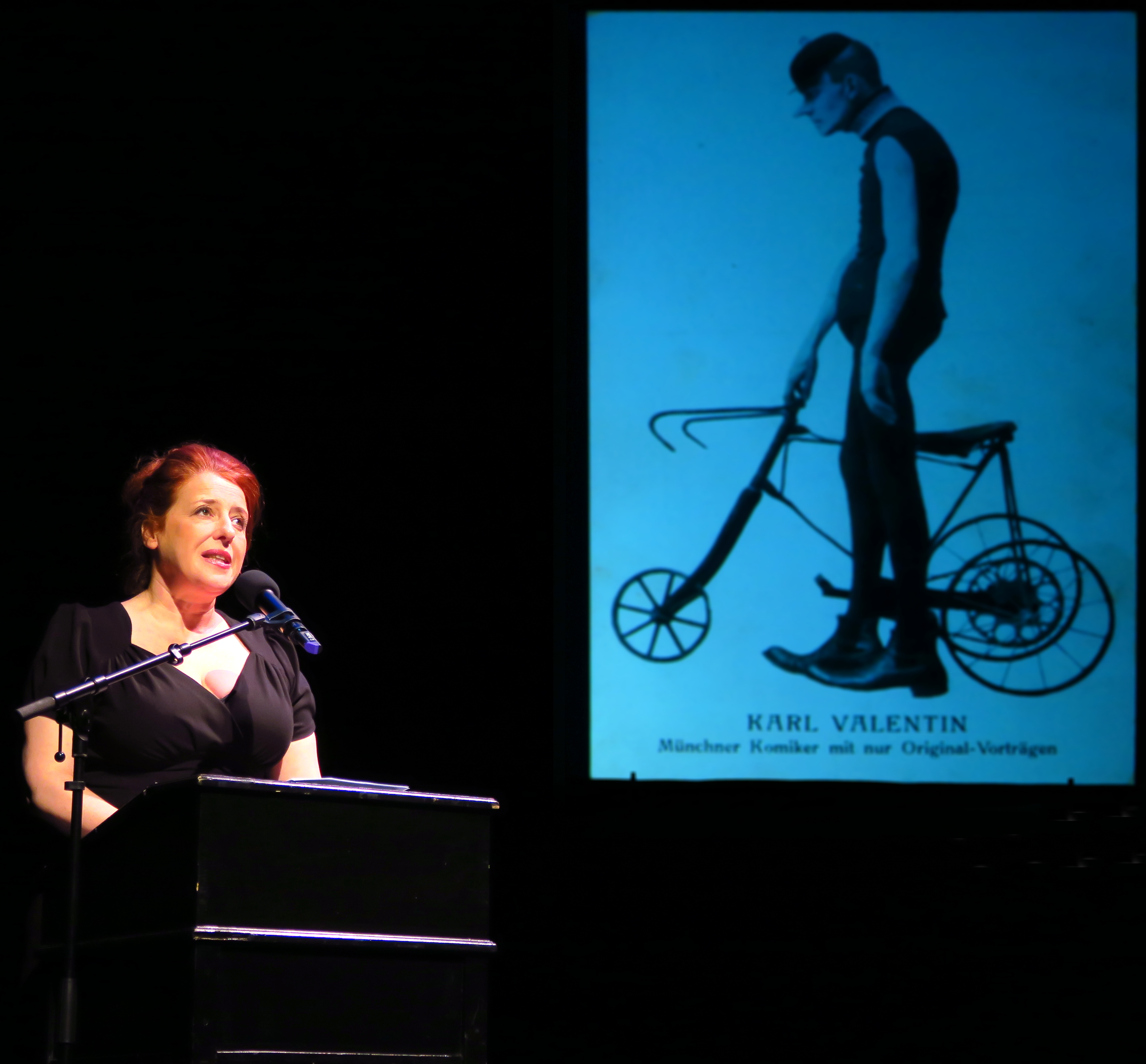
Laudatio auf Sigi Zimmerschied

Am 19. März 2017 hielt sie im Münchner Volkstheater die Laudatio auf den vierten Großen Karl-Valentin-Preisträger Sigi Zimmerschied und zitierte dabei aus ihrer Magisterarbeit.
Zu Silvester 2022 spielte sie erstmals eine Rolle an der Bayerischen Staatsoper. Sie verkörperte als erste Frau die Rolle des Frosch in Johann Strauss „Die Fledermaus“.
Luise Kinseher lebt in München.

## Auszeichnungen
- 1999: Passauer Scharfrichterbeil

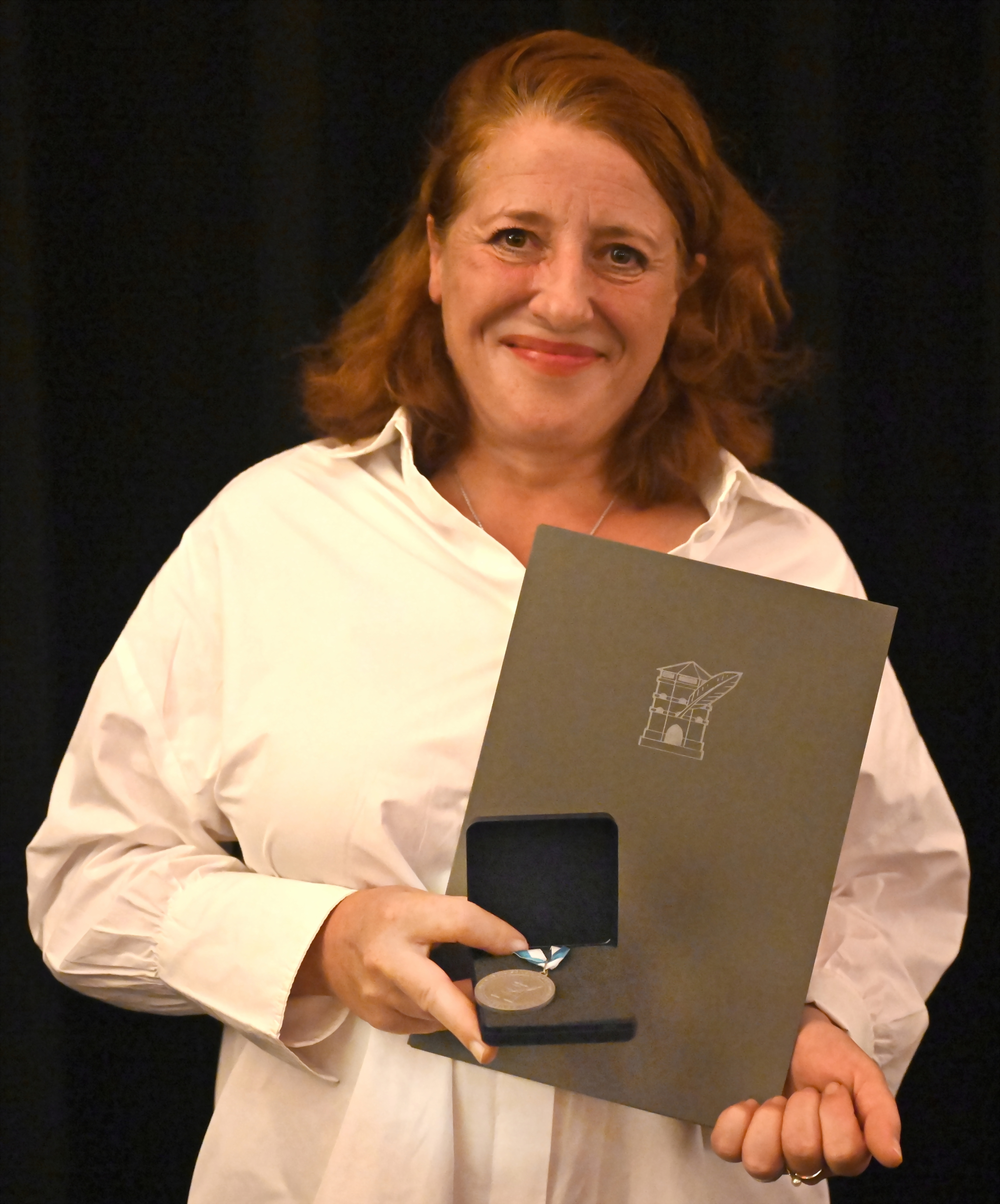
Luise Kinseher mit dem Bayerischen Poetentaler

- 2002: Mindener Stichling, Solopreis
- 2002: Deutscher Kleinkunstpreis, Förderpreis
- 2003: Kabarettpreis der Landeshauptstadt München[6]
- 2012: Bairische Sprachwurzel, Straubing
- 2013: Ernst-Hoferichter-Preis der Landeshauptstadt München[7]
- 2014: Bayerischer Kabarettpreis, Hauptpreis
- 2016: Sigi-Sommer-Taler
- 2019: Bayerische Verfassungsmedaille in Silber[8]
- 2021: Schlappmaulorden[9]
- 2022: Salzburger Stier[10]
- 2022: Bayerischer Poetentaler der Münchner Turmschreiber
- 2023: Deutscher Kabarettpreis[11]

## Soloprogramme

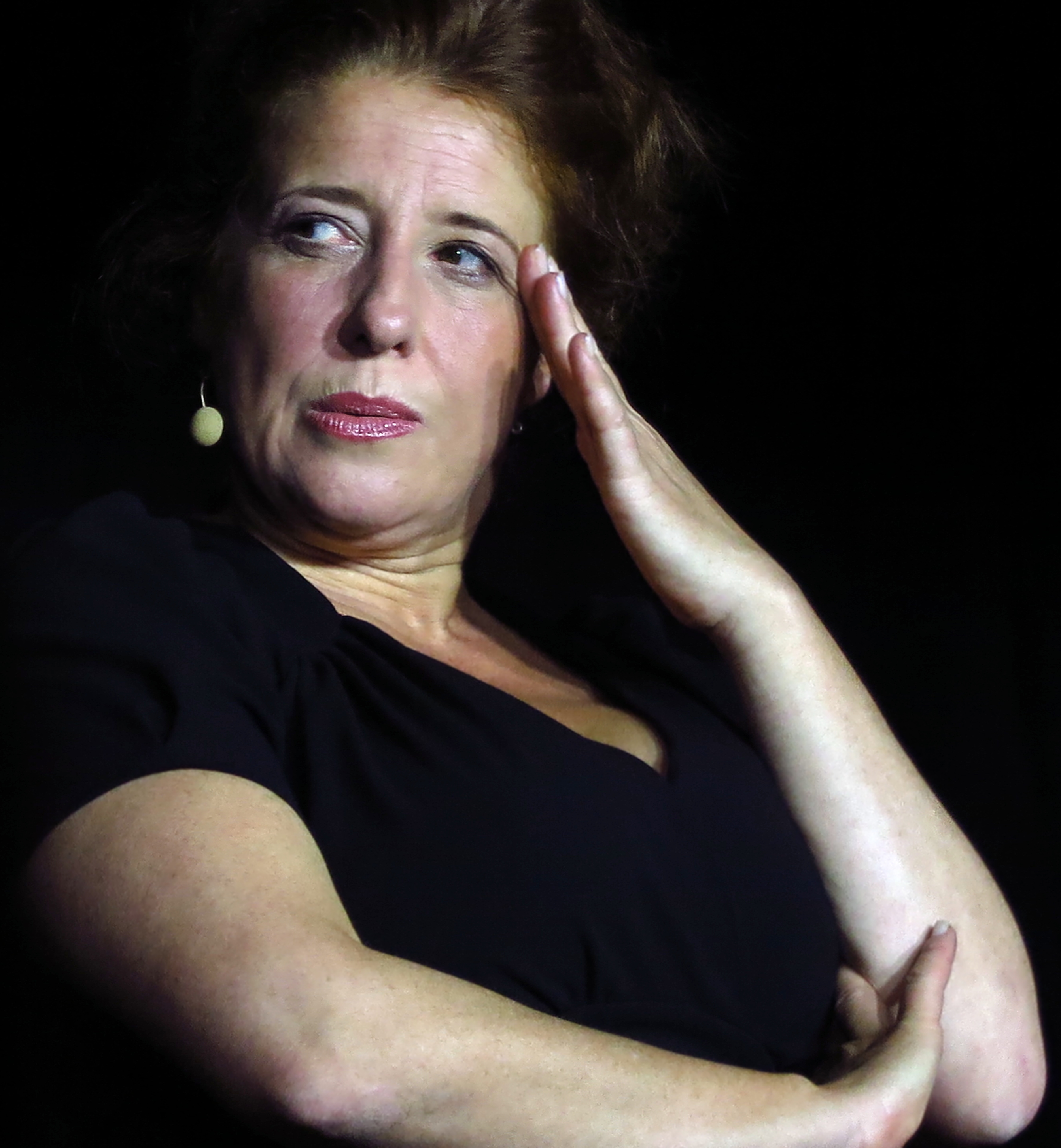
Ruhe bewahren, Herbst 2014

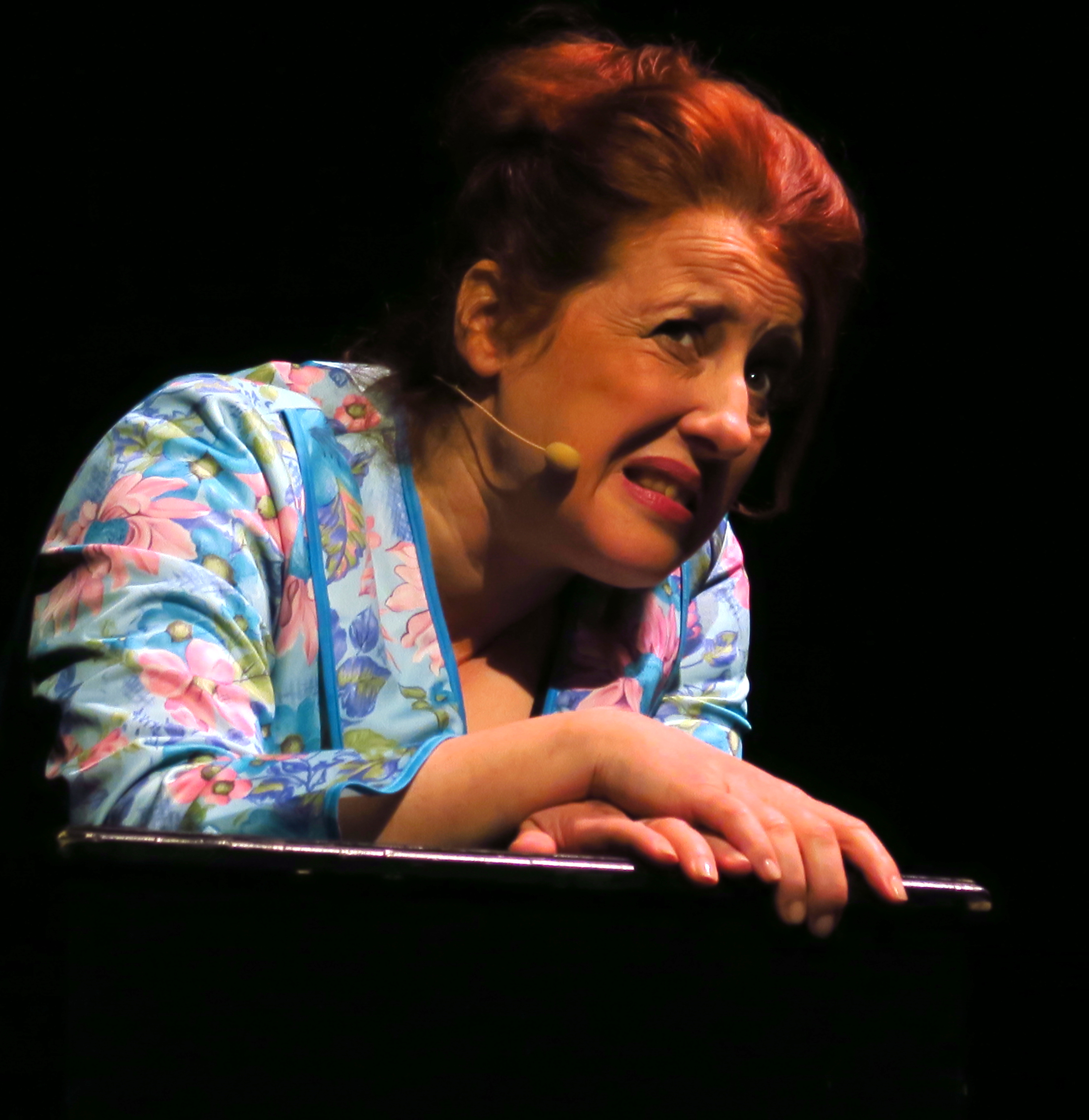
Bühnenfigur: Mary from Bavary

- 1998: Ende der Ausbaustrecke – Silent Thrill of Kabarett
- 2001: Schnop – der Weg ist weg
- 2004: Glück & Co
- 2007: Hotel Freiheit
- 2010: Einfach reich
- 2014: Ruhe bewahren
- 2018: Mamma Mia Bavaria
- 2022: Wände streichen. Segel setzen
- 2025: MARY FROM BAVARY – Endlich SOLO!

Gelegentlich tritt sie in ihren Programmen als ihr dauerbeschwipstes Alter Ego Famous Mary from Bavary auf. Nicht ganz tritt- und sprechsicher kommentiert sie im Morgenmantel das Weltgeschehen und erklärt komplexe Sachverhalte (z. B. die Quantenphysik) aus der Perspektive des Stammgastes eines Münchner Stüberls.

## Diskografie
- Schnop – Der Weg ist weg, WortArt Köln 2002, ISBN 3-7857-1299-5
- Glück & Co, WortArt Köln, 2005, ISBN 3-7857-3028-4
- Hotel Freiheit, WortArt Köln, 2008, ISBN 978-3-86604-937-6
- einfach reich, WortArt Köln, 2011, ISBN 978-3-8371-0953-5
- Ruhe bewahren, CD, WortArt Köln, 2015, ISBN 978-3-941082-82-3
- Ruhe bewahren, DVD, EuroVideo, 2015, EAN 4009750212882

## Filmografie
- 1996–1998: Anwalt Abel (Fernsehserie, 2 Folgen, verschiedene Rollen)
- 1996: Tatort – Schattenwelt (Fernsehreihe)
- 1999: SOKO München (Fernsehserie, Folge: Das Doppelleben des Werner Eck)
- 1999: Einmal leben
- 2000–2003: Café Meineid (Fernsehserie, 42 Folgen)
- 2001: Alle meine Töchter (Fernsehserie, Folge: Der Bumerang-Effekt)
- 2001: Jenny & Co. (Fernsehserie, Folge: Kinder, Kinder)
- 2004–2016: München 7 (Fernsehserie, 47 Folgen)
- 2006–2010: Die Rosenheim-Cops (Fernsehserie, 2 Folgen, verschiedene Rollen)
- 2007: Das große Hobeditzn
- 2007: Beste Zeit
- 2007: Vorne ist verdammt weit weg
- 2010: Nix für ungut! (Fernsehserie, 4 Folgen)
- 2010–2018: Auf dem Nockherberg (Fernsehshow, 9 Episoden)
- 2011: Intensiv-Station – Die NDR Satireshow (Fernsehshow)
- 2011–2012: Ottis Schlachthof (2 Episoden)
- 2013: Dahoam is Dahoam (Fernsehserie, 1 Folge)
- 2015: Die Anstalt (1 Episode)
- 2016: Familie – Die Quittung kommt zum Schluss
- 2017: Das Pubertier – Der Film
- 2019–2021: Mama Bavaria (Fernsehserie)
- 2021: Weißbier im Blut
- 2022: Damaged Goods (Miniserie)
- 2024: Ungeschminkt (Fernsehfilm)
- 2025: Zweigstelle
- 2025: Karli & Marie

## Hörspiele
- 2006: Jörg Graser:  Diridari – Regie: Robert Matejka (Hörspiel – DKultur)
- 2012: Jörg Graser: Kreuzeder und der Tote im Wald – Regie: Stefan Dutt (Kriminalhörspiel – DKultur)